# Língua dungan
Dungan é uma das variedades do chinês falado na Ásia Central e é falado por cerca de 90,000 pessoas

## Dialetos
Existem dois principais dialetos do Dungan, um de quatro tons que se originou na província chinesa de Xanxim e outro com três tons, que é a principal forma do idioma e se originou em Gansu, uma província da China fronteiriça com a Mongólia.

## Escrita
Dungan foi originalmente escrito com uma variante do alfabeto árabe. A partir de 1928 foi escrito com o alfabeto latino e assim foi por 25 anos, até 1953. A partir de 1953, ele foi escrito com uma variante do alfabeto cirílico por razão da União Soviética. O método de escrita com o cirílico foi desenvolvido em uma conferência em 27 de fevereiro de 1953, em Bishkek, província de Chuy, Quirguistão.  

## História
O povo Dungan é um grupo de falantes siníticos e seus  ancestrais muçulmanos fugiram para a região da Ásia Central para lugares que hoje é compreendido como o Quirguistão e Cazaquistão há mais de um século, quando a Dinastia Qing suprimiu sua revolta (1862-1877), um dos muitos levantes muçulmanos no curso da história chinesa desde que o Islã chegou ao leste da Ásia na Idade Média.
Os que chegaram lá na Ásia Central eram muitos analfabetos da parte noroeste da China (Xanxim, Gansu, Qinghai, Ningxia e Xinjiang) e falavam vários topoletos (falas regionais) de Xanxim, Gansu e outros lugares da China.